# Antonio Gottardi
Antonio Gottardi de Almeida, (São Paulo, 7 de agosto de 1950), más conocido por su apodo Toninho, es un exfutbolista brasileño y actual entrenador que se desempeñaba como centrocampista.

## Trayectoria

### Como futbolista
En 1970, luego de jugar en el América Futebol Clube de Rio Preto, fichó por Oriente Petrolero de Bolivia y se ganó la titularidad enseguida en la delantera en la cual acompañaba a sus dos compatriotas Dedé y Jesús, siendo este tridente ofensivo conocido en esa época como trío de oro; ese mismo año, el club consigue el título departamental. Un año más tarde, en el Campeonato Nacional de 1971, se consagra campeón por primera vez. En 1979 consiguió su segundo título nacional con Oriente en una final con The Strongest. Formó parte de este club hasta 1982, interrumpidos por unos meses de un breve paso por Wilstermann, cuando, luego de varias oportunidades truncadas de fichar por otros clubes, decide retirarse del fútbol profesional.

### Como entrenador
Luego de su retiro como futbolista, dirigió equipos como Libertad de Santa Cruz y Municipal Braniff en la primera categoría de la Asociación Cruceña de Fútbol. Tuvo dos períodos cortos dirigiendo a Oriente Petrolero, uno en 1995 y el otro en 2003, entre los cuales se destacó por ser el DT que más clásicos ganó.

## Clubes

### Como jugador
| Club                 | País    | Año         |
| -------------------- | ------- | ----------- |
| América FC Rio Preto | Brasil  | ¿? - 1970   |
| Oriente Petrolero    | Bolivia | 1970 - 1979 |
| Jorge Wilstermann    | Bolivia | 1979        |
| Oriente Petrolero    | Bolivia | 1979 - 1982 |